# Даніель Чофеніг
Даніель Чофеніг (нім. Daniel Tschofenig)  — австрійський стрибун  трампліна, призер чемпіонату світу.  
Бронзову медаль чемпіонату світу Чофеніг  здобув у складі австрійської команди в командних змаганнях на великому трампліні на   світовій першості 2023 року, що проходила у словенській Планиці.